# 血管内皮細胞増殖因子受容体
血管内皮細胞増殖因子受容体（けっかんないひさいぼうぞうしょくいんしじゅようたい、英:Vascular Endothelial Growth Factor Receptor、VEGFR）とは受容体型チロシンキナーゼの一種であり、リガンドである血管内皮増殖因子（VEGF）は血管内皮細胞の増殖・遊走の促進、血管透過性の亢進、単球・マクロファージの活性化などを引き起こすが、VEGFRはこれらの作用発現に関与している。VEGFRにはVEGFR-1、VEGFR-2、VEGFR-3の3種類に加えて、可溶性VEGFR（Soluble VEGFR）としてsVEGFR-1、sVEGFR-2およびsVEGFR-3が知られている。VEGFR-1およびVEGF-2は血管内皮細胞に発現し、血管新生の過程において中心的な役割を担っているが、VEGF-3はリンパ管に発現して、その発生に関与している。また、細胞膜タンパク質であるニューロフィリンがVEGF-Aの選択的スプライシング産物であるVEGF165に対して結合能を持つことも報告されている。

## 遺伝子・分子構造

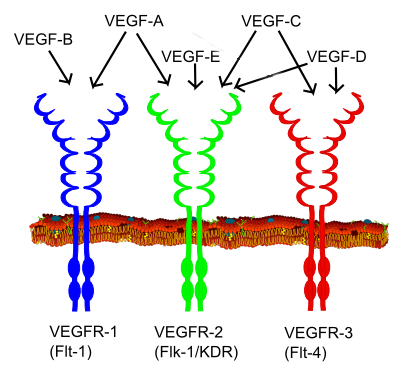
VEGFRの構造とリガンドとの結合能。図中において太い茶色の横線で示された細胞膜の上が細胞外、下が細胞質側である。各VEGFは矢印で示された受容体に対してそれぞれ結合能を有する。

VEGFRはそれぞれ類似した構造をとり、血小板由来成長因子（PDGF）受容体や幹細胞因子（SCF）受容体（c-kit）等の分子とも相同性を有する。VEGFR1とVEGFR2の分子全体の相同性は43.2%であるが、中でも細胞内領域のチロシンキナーゼドメイン内に存在するキナーゼ挿入配列は最もよく保存されており、キナーゼ挿入ドメインにより2つの部分に分けられる。これらのアイソフォームは細胞外領域に7つの免疫グロブリン（Ig）様ドメインを有する受容体型チロシンキナーゼであり、第2および第3のIg様ドメインはリガンド（VEGF）との結合に、第4-第7のIg様ドメインはVEGFRの二量体形成において重要である。これらの受容体の中にはVEGFと類似した分子構造を有する胎盤成長因子(PlGF)とも結合能を有するものも存在する。

## 悪性腫瘍への関与
癌細胞は正常な細胞と比較して異常な増殖能を有し、細胞が密になった腫瘍組織はしばしば酸素不足の状態（低酸素状態）に陥る。そのため、癌細胞は腫瘍組織に対して酸素を運搬するためのルートである血管を確保するため、ある物質の産生亢進を行う。この物質がVEGFであり、VEGFは血管内皮細胞のVEGFRを刺激することにより血管新生を促進する。新生血管はがんの転移経路ともなる。これらのことから、VEGFは癌遺伝子の一つであるといえるが、VEGFRの発現は癌細胞においても上昇が見られない。VEGFRをターゲットとした分子標的治療薬としてスニチニブ（Sunitinib）が知られている。

## 細胞膜上受容体
細胞膜上に存在するVEGFRはリガンドの結合により二量体を形成し、細胞内のチロシンキナーゼドメインに存在するチロシン残基の自己リン酸化が引き起こされる。リン酸化されたチロシン（Tyr）残基はシグナル伝達分子のSH2ドメインとの結合部位となる。

### VEGFR-1（Flt-1）
VEGFR-1（Flt-1:Fms-like Tyrosine Kinase）はVEGF-AおよびBとの結合能を有する。VEGFR-1のノックアウトマウスは血管網の形成に異常をきたして胎生致死となるが、これは血管新生の抑制によるものではないと考えられており、むしろVEGRF1は胎生期における血管新生に対して抑制的に働く。また、in vitroの実験ではあるがVEGFR-1の細胞の増殖やアポトーシスの過程への関与を否定する報告がされている。VEGFR-1依存性のシグナルは関節リウマチやアテローム性動脈硬化症の進行に関与している。

### VEGFR-2（KDR/Flk-1）
VEGFR2はVEGFR1と比較してリガンドに対する結合能は弱いが酵素活性は強く、総合的に見て細胞内シグナル伝達に対する寄与が大きいのはこちらのアイソフォームであり、血管内皮細胞に発現して血管新生の過程に大きく関与していると考えられている。VEGFR2はVEGF-A、C、DおよびEとの結合能を有しており、VEGF-C、DはVEGFR3に対しても結合可能である。マウスの発生の過程においては中胚葉で受精後7.5日（E7.5）からVEGFR-2の発現が認められる。VEGFR2からのシグナルは自己リン酸化部位であるチロシン残基のリン酸化から始まり、ホスホリパーゼCγの活性化に引き続くMAPキナーゼの活性化を引き起こす。また、近年VEGFR2の刺激により活性化されたPI3キナーゼが細胞増殖・生存延長に関与していることが報告されている。

### VEGFR-3（Flt-4）
第3のVEGFRであるVEGFR3はVEGR-CおよびVEGF-Dと結合能を有する。リンパ管内皮細胞に発現が見られ、リンパ管形成を促進する働きを有する。VEGF3は癌のリンパ節転移に関与している。

## 可溶性VEGFR
可溶性VEGFRとしてsVEGFR-1、sVEGFR-2、sVEGFR-3が知られているが、中でもsVEGFR-1は解析が進んでおり、VEGFR-1と同一の遺伝子から生じる選択的スプライシングによる産物である。sVEGFR-1はVEGFR-1が7つ保有する免疫グロブリン様ドメインの内、第1-第6の6つのみを有しており、細胞内に存在するチロシンキナーゼドメインを欠損しているが、リガンドとの結合は可能である。そのため、sVEGFR-1はVEGFに結合するがシグナルは伝えない、いわば"おとり"として働く受容体（Decoy Receptor）であり、sVEGFR-1の過剰発現は腫瘍の形成が抑制されることが報告されている。